# Seconda guerra dei baroni
La seconda guerra dei baroni (1264-1267) fu una guerra civile combattuta in Inghilterra tra le forze militari di alcuni baroni ribelli guidati da Simone di Montfort, sesto conte di Leicester e le truppe realiste guidate dal principe Edoardo. La guerra scoppiò per il rifiuto di re Enrico III di rispettare le Disposizioni di Oxford.
Il regno di Enrico III è ricordato soprattutto per questa "disputa civile", apparentemente provocata dalle richieste di finanze supplementari da parte del sovrano. Tuttavia fu la manifestazione di un malcontento più generale da parte dei baroni inglesi nei confronti dei suoi metodi di governo, scontento acuito dalla carestia dilagante.
Francese di nascita, Simone di Montfort fu all'inizio uno dei parvenu stranieri, noti come "consiglieri stranieri di Enrico", detestati da molti. Dopo che Monfort sposò senza permesso Eleonora, sorella del sovrano, tra i due nacque un attrito. La crisi fu raggiunta negli anni Cinquanta del XIII secolo, quando Montfort fu messo sotto processo per le azioni compiute come luogotenente di Guascogna, l'ultimo possedimento dei Plantageneti in Francia. Enrico, inoltre, fu coinvolto nel finanziamento di una guerra in Sicilia in favore del Papa, in cambio di un titolo per il suo secondogenito Edmondo, una situazione che contrariò molti baroni.
Montfort divenne il leader di coloro che volevano riaffermare la Magna Carta e costringere il re a cedere più potere al Consiglio dei baroni. Nel 1258 sette importanti baroni obbligarono Enrico alle Disposizioni di Oxford, che abolirono l'assolutismo della monarchia anglonormanna: un consiglio di 15 membri avrebbe supervisionato le nomine ministeriali, l'amministrazione locale e la custodia dei castelli reali. Il Parlamento avrebbe controllato il comportamento di questo consiglio. Enrico fu costretto a prendere parte al giuramento collettivo di rispettare questi accordi. L'anno successivo le Disposizioni di Oxford furono integrate e sostituite con le Disposizioni di Westminster, che trattavano anche questioni amministrative e giurisdizionali. Negli anni seguenti l'ostilità tra le due fazioni crebbe ed Enrico ottenne dal papa una speciale esenzione dal giuramento (1261). Scoppiò la guerra civile tra i baroni guidati da Montfort e i realisti condotti dal principe Edoardo.
Il carismatico Montfort e le sue forze conquistarono la maggior parte del sud-est dell'Inghilterra entro il 1263 e, nella battaglia di Lewes (1264), Enrico fu sconfitto, preso prigioniero dalle truppe nemiche, ridotto a re fantoccio e, assieme al principe ereditario Edoardo, posto sotto stretta sorveglianza. Quindici mesi dopo Edoardo fuggì dalla prigionia e si mise di nuovo alla testa delle truppe realiste, questa volta sconfiggendo Montfort, che rimase ucciso, nella battaglia di Evesham (1265). L'autorità di re Enrico fu quindi restaurata (Dictum di Kenilworth, 1266-1267) e le Disposizioni di Westminster cancellate nella parte in cui limitavano l'autorità regia.